# Péptido cíclico

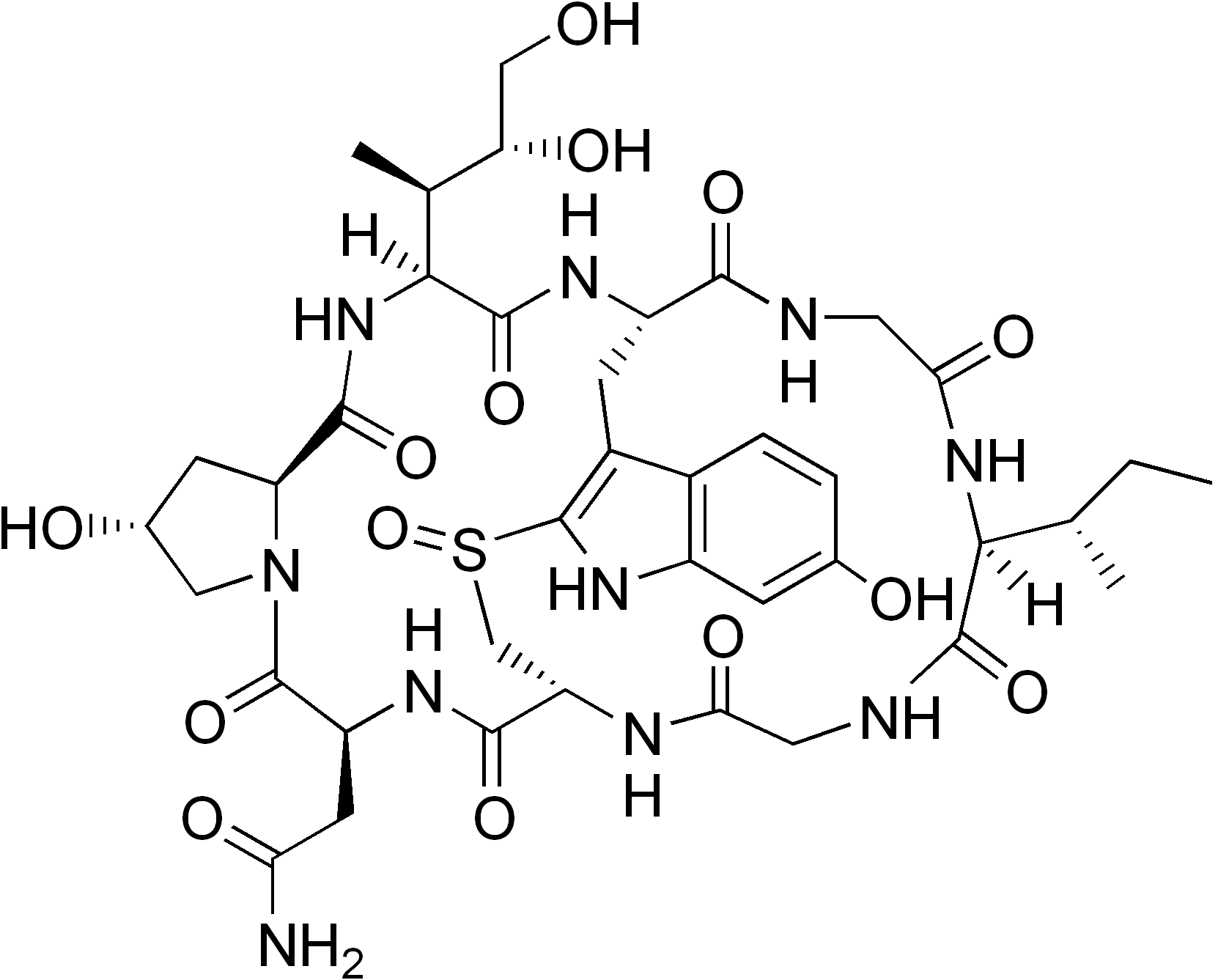
α-Amanitina

Bacitracina

Ciclosporina

Los péptidos cíclicos son cadenas polipeptídicas que contienen una secuencia circular de enlaces. Esto puede ser a través de una conexión entre los extremos amino y carboxilo del péptido, por ejemplo en ciclosporina; una conexión entre el extremo amino y una cadena lateral, por ejemplo en bacitracina; el extremo carboxilo y una cadena lateral, por ejemplo en colistina; o dos cadenas laterales o disposiciones más complicadas, por ejemplo en amanitina. Se han descubierto muchos péptidos cíclicos en la naturaleza y muchos otros se han sintetizado en el laboratorio. Su longitud varía desde solo dos residuos de aminoácidos hasta cientos. En la naturaleza, con frecuencia son antimicrobianos o tóxicos; en medicina tienen diversas aplicaciones, por ejemplo como antibióticos e inmunosupresores. La cromatografía de capa fina (TLC) es un método conveniente para detectar péptidos cíclicos en el extracto crudo de biomasa.

## Clasificación
Los péptidos cíclicos se pueden clasificar según los tipos de enlaces que componen el anillo.
- Los péptidos cíclicos homodésicos, como la ciclosporina A, son aquellos en los que el anillo está compuesto exclusivamente por enlaces peptídicos normales (es decir, entre el alfa carboxilo de un residuo y la alfa amina de otro). Las especies más pequeñas de este tipo son las 2,5-dicetopiperazinas,[3] derivadas de la ciclación de un dipéptido.
- Los isopéptidos cíclicos contienen al menos un enlace amida no alfa, tal como un enlace entre la cadena lateral de un residuo al grupo carboxilo alfa de otro residuo, como en microcistina y bacitracina.
- Los depsipéptidos cíclicos, como la aureobasidina A y HUN-7293, tienen al menos un enlace lactona (éster) en lugar de una de las amidas. Algunos depsipéptidos cíclicos se ciclan entre el carboxilo C-terminal y la cadena lateral de un residuo Thr o Ser en la cadena, como kahalalida F, teonellapeptolida y didemnina B.
- Los bicíclicos como las amanitinas y las faloidinas contienen un grupo puente, generalmente entre dos de las cadenas laterales. En las amatoxinas, esto se forma como un puente de sulfóxido entre los residuos de Trp y Cys. Otros péptidos bicíclicos incluyen equinomicina, triostina A y celogentina C.
- Hay varios péptidos bi y monocíclicos que se ciclan a través de un enlace disulfuro entre dos cisteínas, siendo la oxitocina un ejemplo notable.
- Los ciclótidos son una familia de péptidos ricos en cisteína caracterizados por tener seis cisteínas conservadas que forman tres enlaces disulfuro dentro de la estructura cíclica formando un nudo de cistina cíclico característico (CCK) que confiere a estos péptidos su estructura 3D y se cree que es en gran medida responsable de la estabilidad y propiedades de los ciclótidos.[4]

## Biosíntesis
Los péptidos cíclicos de las plantas se sintetizan mediante un proceso de dos pasos; la traducción de una cadena peptídica lineal y su posterior formación en una estructura cíclica a través de actividades de una enzima similar a la proteasa u otras formas.
Algunos péptidos, como los ciclótidos, son productos codificados por genes obtenidos mediante el procesamiento de proteínas precursoras más grandes. La configuración genérica de la proteína precursora consiste en una secuencia del retículo endoplásmico, una prorregión no conservada, una región altamente conservada conocida como N-terminal (NT), el dominio de ciclótido y, finalmente, una cola C-terminal hidrofóbica corta.

## Propiedades y aplicaciones
Los péptidos cíclicos tienden a ser extremadamente resistentes al proceso de digestión, lo que los hace de interés para los científicos que trabajan en nuevos medicamentos orales.
Ejemplos incluyen
- Amanitinas
- Bacitracina
- Colistin
- Ciclosporina
- Dactinomicina
- Daptomicina
- Gramicidina S
- Himenistatina
- Microcistinas
- Nisina
- Nodularina
- Octreótido
- Polimixina B
- Pristinamicina
- Valinomicina (técnicamente un depsipéptido)
- Vancomicina
- Viscumamida
- Yunnanina A